# St. Georg (Offingen)

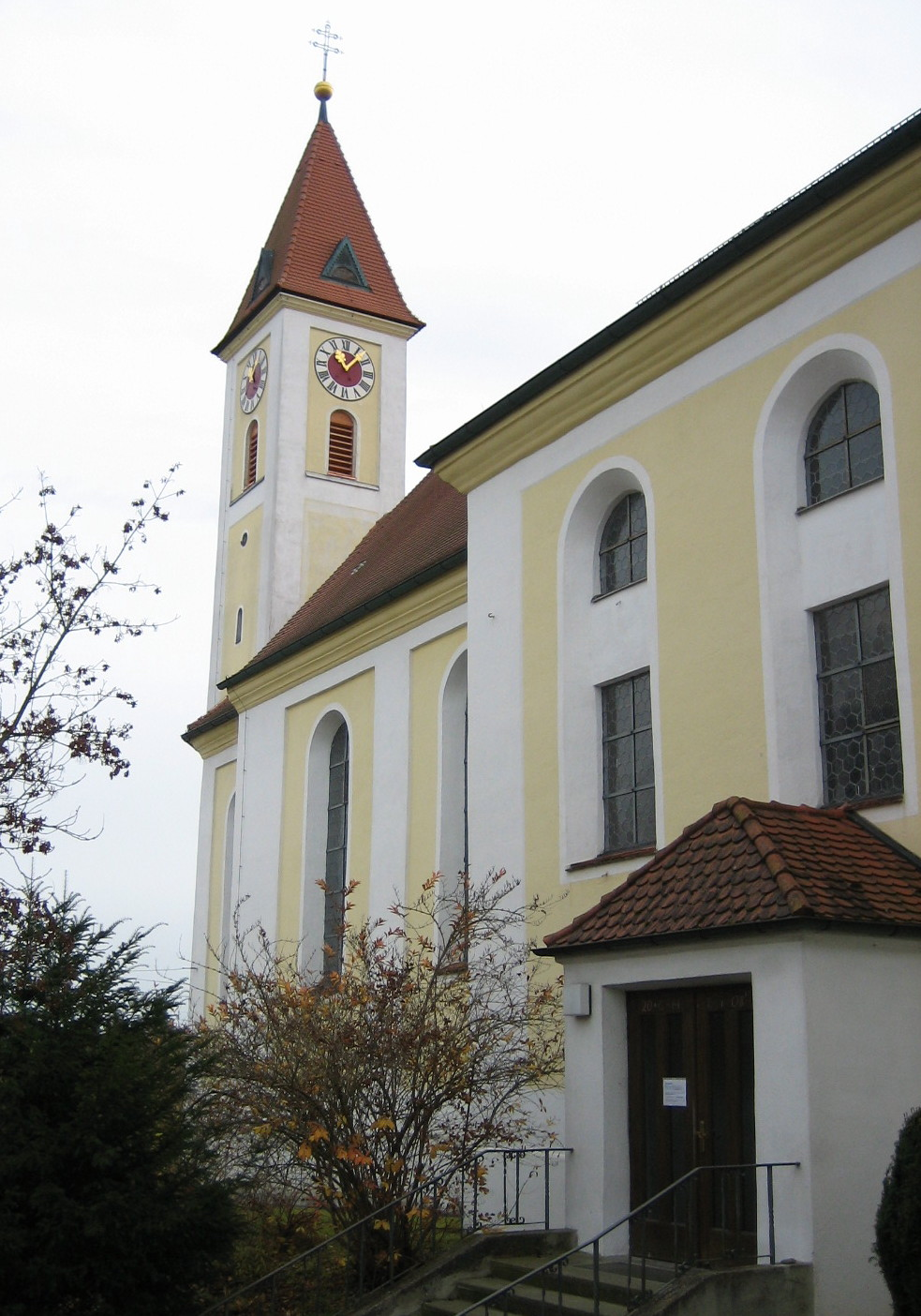
St. Georg in Offingen

St. Georg ist eine römisch-katholische Pfarrkirche steht in Offingen, einem Markt im schwäbischen Landkreis Günzburg von Bayern. Das denkmalgeschützte Bauwerk ist in der Liste der Baudenkmäler in Offingen unter der Nr. D-7-74-171-5 eingetragen. Die Pfarrei gehört zum Dekanat Günzburg des Bistums Augsburg.

## Beschreibung
Die Saalkirche wurde 1615–18 erbaut. Sie besteht aus einem Langhaus, einem eingezogenen, dreiseitig geschlossenen Chor im Osten, der im Kern vom gotischen Vorgängerbau stammt, und einem Kirchturm auf quadratischem Grundriss an der Stirnwand des Chors, der 1909 mit einem Geschoss aufgestockt wurde, das die Turmuhr und den Glockenstuhl beherbergt, und der mit einem Pyramidendach bedeckt wurde, auf dem sich Spitzgauben befinden. Das Langhaus wurde nach einem Entwurf von Dominikus Böhm 1921/22 nach Westen verlängert und durch ein Querschiff verbreitert, sodass die Saalkirche einer Kreuzkirche ähnelt. Der Innenraum des Langhauses ist mit einer Flachdecke überspannt, der des Chors mit einem Netzgewölbe. Das von den Kirchenvätern flankierte Gnadenbild wird Christoph Rodt zugeschrieben. Ein Totenschild zur Erinnerung an den Stifter der Kirche entstand 1615. Auf der oberen Empore steht eine Orgel, die 1963 von der Orgelbau Sandtner gebaut wurde.